# Nova Esquerda Chinesa
A Nova Esquerda Chinesa (ou New Left Chinesa) é um termo abrangente usado para categorizar aqueles "engajados em uma genealogia e crítica histórico-política do capitalismo na China pós-Mao", mas não possui uma correspondência imediata com as tendências que animaram a Nova Esquerda (New Left) ocidental. Nem todos que são categorizados como parte da Nova Esquerda chinesa reivindicam esse termo, que surgiu das críticas de liberais e neoliberais à esquerda chinesa percebida como nostalgica e antiquada em sua rejeição das reformas econômicas e políticas pelas quais o país passou a partir do fim da década de 1970, ou seja, sua intenção era ofensiva, mas desde então entrou para o  vocabulário comum na mídia e na acadêmia.
Seu uso tem sido bastante amplo, incluindo Marxistas, Maoistas, ou Neo-Maoistas, Neo-Confusionistas, Social-Democratas e Liberais de Esquerda, como também tendências menos formalizadas de anti-imperialismo, populismo, nacionalismo e mesmo feminismo. Essa crítica das reformas chinesas se consolida na década de 1990, momento de intensificação das desigualdades e ascensão global chinesa. Tem sido caracterizada como um movimento fundamentalmente intelectual e acadêmico, numa relação heterogênea e não tão direta com as tendências políticas de esquerda dentro e fora do Estado, como a ressurgência dos autoproclamados Maoistas que também vem intensificando sua oposição ideológica ao Partido Comunista Chinês.

## Conceito
O conceito de Nova Esquerda Chinesa tem sido usado com a intenção de capturar um campo de críticas e oposições principalmente às reformas políticas e econômicas conduzidas pela elite chinesa a partir do fim da década de 1970, apesar de que tais críticas não contestam inteiramente as reformas, dado que muitos desses intelectuais possuem interpretações complexas desses desenvolvimentos, diferenciando-os em períodos, em políticas regionais contrastantes e possibilidades diversas em seu conteúdo e valor. Assim, a Nova Esquerda Chinesa não pode ser vista como um bloco saudosista do período maoista, diversas figuras elaboraram obras críticas das políticas de governo de Mao, e frequentemente defendem versões das reformas de mercado, mas dentro de uma compreensão crítica do Consenso de Washington e do triumfo capitalista global. Essa Nova Esquerda foi caracterizada também como essencialmente transnacional e geopolítica, tanto por ser composta por uma rede de pessoas dentro e fora da China, chineses ou não, como por sua amplitude global, entendendo o lugar da China no sistema-mundo como central e interagindo com as múltiplas realidades do mundo contemporâneo.
Pesquisadores como Xia Yinping propuseram cinco ideias chaves da Nova Esquerda Chinesa, que seriam:

- Suspeita e mesmo repúdio das políticas de Reforma e Abertura iniciadas por Deng Xiaoping, como também sua colocação da construção econômica no centro.
- Rejeição da economia de mercado
- Rejeição da teória do 'Socialismo com características chinesas' e da 'Teoria das Três Representações', ideias que foram incorporadas na ideologia do Partido e aderem ao mercado e aos empresários não-estatais respectivamente
- Reavaliação das diversas experiências de socialismo tradicional que foram rejeitadas desde a Reforma e Abertura, em particular a decadência da União Soviética e seus significados
- Rejeição do desenvolvimento pacífico e defesa da luta de classes global, contrária à enfase do Partido na ascensão pacifica e na cooperação mutualmente vantajosa com o mundo exterior nas últimas três décadas

Essa definição é contrastante com de outros pesquisadores, que preferem enfatizar as matizes e a hetegeneidade do campo da Nova Esquerda Chinesa, mas que mesmo assim pode ser vista como representativa das diversas disputas e visões divergentes que marcam a categoria.

## Origem
A Nova Esquerda Chinesa ganhou relevância e se consolidou durante as rápidas transformações sofridas pela China na década de 1990, momento de aceleração das reformas liberalizantes da economia. Isso produziu uma nova proeminência chinesa no sistema global. Seu surgimento se deu no intenso debate contra o Liberalismo Chinês, e outros fatores como - os Protestos de Tian'anmen em 1976 e sua subsequente repressão, a Dissolução da União Soviética em Dezembro de 1991, e a já mencionado mercantilização da economia chinesa e suas consequência sociais. Esses dois primeiros fatores ameaçaram a continuidade do socialismo chinês, e a resposta liberalizante da elite produziu uma verdadeira crise de duas dimensões, uma de legitimidade do sistema político, fundado no projeto socialista agora perdido, e outra social, pela crescente desigualdade e vulnerabilidade social produzida rapidamente. Os intelectuais da Nova Esquerda se desdobraram então para dar respostas à mudança de paradigmas, à crise e à falta de alternativas declarada na época.
O termo Nova Esquerda foi aplicado à intelectuais vários por ação dos liberais, que buscavam ataca-los com a identificação negativa das críticas da reforma à um suposto saudosismo maoista e um atavismo da Revolução Cultural. Assim, 'Nova Esquerda' substituiu 'Conservador' como o termo preferido pelos intelectuais liberais para classificar e críticar seus oponentes. Resulta disso a ambigua relação das diversas figuras colocadas sob a categoria entre elas mesmas e em relação ao termo.
Os primeiros exemplos visíveis da Nova Esquerda foram as tentativas por aprte Wang Shaoguang e Cui Zhiyuan de reavaliar criticamente, porém sem entrar na rejeição própria do liberalismo chinês, o legado do socialismo chinês e o lugar do Estado na sociedade. Ambos buscaram evitar a rejeição completa tanto do planejamento econômico do Estado quanto do avanço do mercado, propondo a inovação como forma de estabelecer novos balanços entres sociedade, Estado e mercado, enfatizando a importância da capacidade estatal e da democratização política. Essa "flexibilidade e constante busca por práticas novas e inovativas é caracteristica da Nova Esquerda". Cui, por exemplo, foi enfático na necessidade de superar os binarismo entre capitalismo e socialismo, como entre Estado e mercado. Assim, esses dois intelectuais da Nova Esquerda Chinesa, exemplares de uma linha de pensamento perseguida por muitos, tem sido categorizada dentro do conceito de Pós-socialismo, como proposto por Arif Dirlik, o 'Pós-socialismo se manifesta na maneira de usar tanto experiência capitalista como superar os defeitos do desenvolvimento capitalista'. Enquanto outros, como Wang Hui, possuem uma posição mais firmemente anticapitalista.

## Figuras
- Wang Hui
- Cui Zhiyuan
- Li Minqi